# シベリウス氷河
シベリウス氷河（シベリウスひょうが、南緯69度55分 西経70度5分 / 南緯69.917度 西経70.083度座標: 南緯69度55分 西経70度5分 / 南緯69.917度 西経70.083度）は、南極、アレクサンダー島に位置する氷河。幅10キロメートル、全長19キロメートルであり、島北部のスティーヴン山の南西16キロメートルをモーツァルト山麓氷河へ流れ込むように南進している。この氷河が最初に目撃されたのは1937年のイギリスによるグレアムランド探検によってであった。その後1947年から1948年にかけてフィン・ロンネのロンネ南極調査探検隊、及び1960年のイギリス南極調査のサールが撮影した上空からの写真により位置が同定されている。英国南極地名委員会によってフィンランドの作曲家ジャン・シベリウスにちなんで命名された。